# Closure (album de Nine Inch Nails)
Pour les articles homonymes, voir Closure.
Closure est un coffret de VHS et DVD du groupe Nine Inch Nails sorti le 2 décembre 1997. Il s'agit du Halo 12. En 1997 et le double VHS :  qui contient tous les clips de NIИ en version non censurée ainsi que 70 minutes d'images backstage entrecoupées de nombreux lives.

## Contenu du coffret

### VHS
C'est un lot de deux cassettes dont le contenu est le suivant :
Cassette 1 : Enregistrement en concert de Wish, Hurt, March of the Pigs, et d'autres... On y trouvera aussi des images "backstages", le tout ayant été filmé durant les tournées de 1995 et 1996.
- Terrible lie (Live)
- Piggy (Live)
- Down in It (Live)
- March of the pigs (Live)
- The only time (Live)
- Sanctified (Live)
- Wish (Live)
- Hurt (with David Bowie) (Live)

Cassette 2 : Des clips de NIN, dont certains inédits, et tous disponibles en version non censurée. On trouve aussi un ensemble HURT/ERASER/WISH en live.
- Head Like a Hole
- Sin
- Down in hit
- Pinion
- Wish
- Help me I'm in hell
- Happiness in Slavery
- Gave up
- March of the pigs
- Eraser (Live)
- Wish (Live)
- Closer (Live)
- The Perfect Drug

### DVD
En décembre 2006, Closure en version DVD, contenant des bonus à l'édition DVD (d'autres morceaux Lives et surtout The Broken Movie en HD) font leur apparition sur The Pirate Bay, un site de Bitorrent par un utilisateur du nom de « seed0 » (le pseudonyme de Trent Reznor).

## Histoire
Le seul défaut de Closure est qu'il n'est toujours pas disponible officiellement en Europe. Il faudra donc le commander en version NTSC aux États-Unis en « import ».
Trent Reznor, leader de Nine Inch Nails, en conflit ouvert avec son ancienne maison de disques (TVT qui en voyant le succès grandissant du groupe avait cherché, au grand dam de son leader, à prendre la direction artistique du groupe), s'était d'ores et déjà engagé dans une véritable bataille judiciaire avec le label américain. D'où un véritable imbroglio juridique concernant les droits d'exploitations de cette VHS, maintes fois annoncée en DVD un peu partout, jamais sorti sur ce support dans le commerce, malgré les incessants appels du pied de milliers d'inconditionnels du groupe.
Et finalement, dernier rebondissement en date, après des années de discussions infructueuses par avocats interposés et quelques mois passés à travailler sur une édition DVD la plus classe possible, Trent Reznor (à qui l'on pouvait reprocher quelques EP de remixes un peu trop mercantiles) décida fin 2006 de faire plaisir à ses fans, en balançant directement le contenu de l'ex-futur DVD Closure directement sur la toile via les réseaux de P2P. Un véritable outrage à l'industrie du disque mais surtout la preuve que le seul boss de Nine Inch Nails n'en fait décidément qu'à sa tête. Devenu au fil des années un objet culte au départ uniquement disponible en import nord-américain, Closure nous offre quelques extraits de la tournée 1995-1996 avec des titres live tels que "Wish", "Hurt" ou "Terrible lie" . Autant de morceaux phares de l'œuvre de NIN à mettre en parallèle avec leurs versions plus actuelles que l'on peut notamment retrouver dans le DVD Beside you in time, sorti dans les bacs il y a quelques semaines. Entre le très glauque et dérangeant Pinion et un Happiness in Slavery façon Saw avant l'heure, ces vidéos "uncensored", et non diffusées sur les chaînes américaines, nous montrent la facette la plus sombre et torturée du groupe, un Trent Reznor en proie à ses démons intérieurs et démarche artistique jusqu'au-boutiste.